# Heilig Kruiskerk (Turnhout)

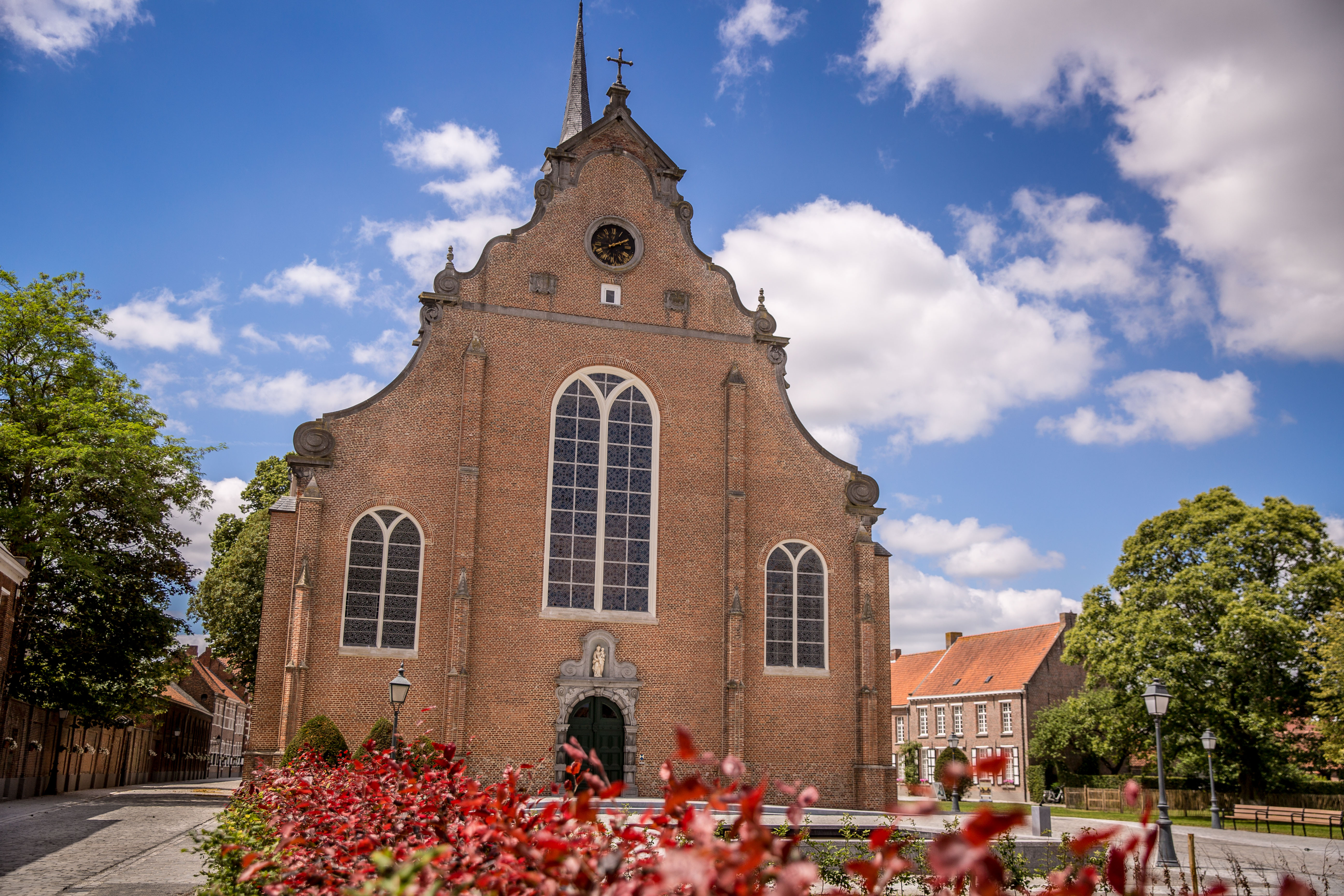
Heilig Kruiskerk (2018)

De Heilig Kruiskerk of Begijnhofkerk is een kerkgebouw in de stad Turnhout, gelegen in het Begijnhof Turnhout.

## Geschiedenis
In 1415 werd het hoofdaltaar van de eerste begijnhofkerk ingewijd. In 1562 woedde er in het begijnhof een brand en in 1566 werd de begijnhofkerk getroffen door de Beeldenstorm.
In de 17e eeuw kwam het begijnhof weer tot bloei en in 1624 werd de kerk vergroot. In 1643 werd het begijnhof nogmaals vergroot en in 1656 verkreeg het begijnhof een hoeve waarvan de opbrengsten moesten dienen tot opbouwinghe ofte vergrootinghe vanden kercke vant zelve beggeynhof. Men koos voor opbouwinghe, want er werd een nieuwe kerk gebouwd, waarvan de bouw van 1662-1666 duurde.
In 1797 werd de kerk gebruikt voor de Cultus van de Rede, maar in 1814 keerden de begijnen terug.

## Gebouw
Het betreft een bakstenen driebeukige, naar het westen georiënteerde, kerk in overwegend barokke bouwstijl. De kerk heeft een vijfzijdige koorsluiting. Op het dak bevindt zich een dakruiter met klok en ingesnoerde naaldspits. De barokke voorkant heeft een in- en uitgezwenkte gevelomlijsting. De muren bevatten enkele 17e- en 18e-eeuwse metselaarstekens.

## Interieur
De middenbeuk is overkluisd met een kruisribgewelf. De kerk bevat een groot aantal 17e-eeuwse schilderijen en vele heiligenbeelden uit de 17e en 18e eeuw. Bovendien zijn er nog enkele neogotische beelden van omstreeks 1900. Dan bezit de kerk enkele 17e- en 18e-eeuwse reliekhouders.
Enkele eikenhouten kniel- en zitbanken zijn uit de 17e en vooral uit de 18e eeuw.

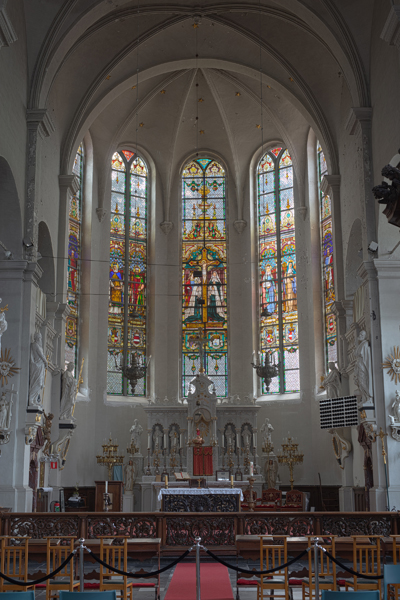
Koor
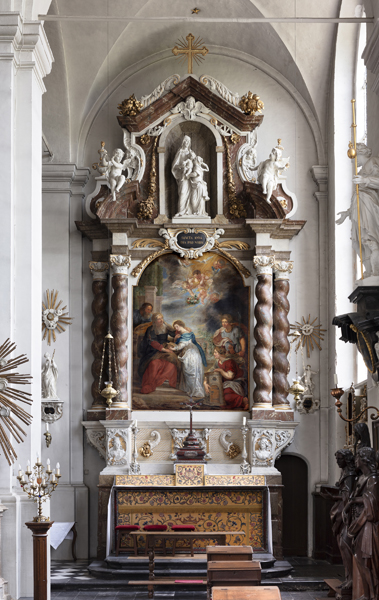
Altaar voor de Heilige Anna
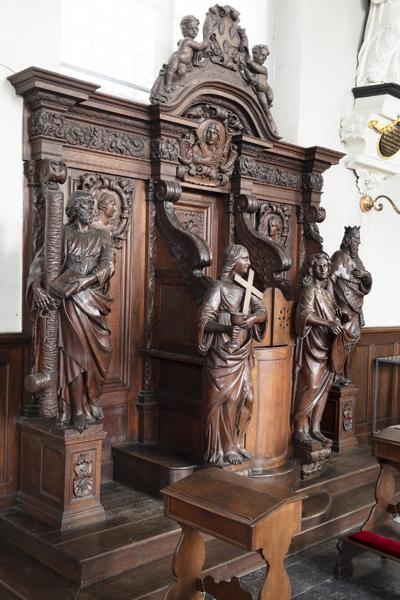
Biechtstoel
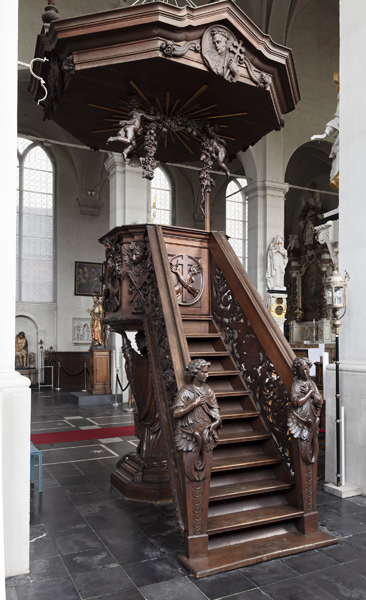
Preekstoel